# Michael Turner (voetballer)
Michael Thomas Turner (Lewisham, 9 november 1983) is een Engels voetballer die bij voorkeur als centrale verdediger speelt. Hij verruilde in 2012 Sunderland voor Norwich City, waar hij in augustus 2014 zijn contract verlengde tot medio 2016, met een optie voor nog een seizoen.

## Clubcarrière
Turner komt uit de jeugdopleiding van Charlton Athletic. Die club leende hem uit aan Leyton Orient en Brentford. In november 2004 legde Brentford Turner definitief vast. In juli 2006 tekende hij een driejarig contract bij Hull City. In drie seizoenen scoorde hij 12 doelpunten uit 129 wedstrijden. Op 31 augustus 2009 werd hij vastgelegd door Sunderland, nadat hij eerder met Liverpool en Manchester City in verband werd gebracht. Hij tekende een vierjarig contract bij The Black Cats. In drie seizoenen kwam hij in 61 competitiewedstrijden in actie. Op 27 juli 2012 tekende hij een in eerste instantie tweejarig contract bij Norwich City.